# Vallesia aurantiaca
Vallesia aurantiaca là một loài thực vật có hoa trong họ La bố ma. Loài này được (M.Martens & Galeotti) J.F.Morales miêu tả khoa học đầu tiên năm 1998.